# Mount Butters
Mount Butters ist ein 2440 m hoher Berg in der antarktischen Ross Dependency. Er ragt als schneebeckter Berg aus einer pfeilerartigen Geländestufe am äußersten südöstlichen Ende der Anderson Heights zwischen dem Mincey-Gletscher im Süden und dem Shackleton-Gletscher im Osten auf.
Entdeckt und fotografiert wurde er bei einem Überflug am 16. Februar 1947 im Rahmen der US-amerikanischen Operation Highjump (1946–1947). Das Advisory Committee on Antarctic Names benannte ihn 1962 nach Captain Raymond J. Butters (1921–1989) vom United States Marine Corps, einem der Piloten des Fluges.